# Jewhen Płużnyk
Jewhen Pawłowycz Płużnyk (ukr. Євген Павлович Плужник, ur. 26 grudnia 1898 we wsi Kantiemirowka w guberni woroneskiej, zm. 2 lutego 1936 na Wyspach Sołowieckich) – ukraiński pisarz.

## Życiorys
Urodził się w rodzinie drobnego handlowca, w 1918 przeniósł się wraz z rodziną w rejon Połtawy, później studiował w Kijowie w Instytucie Muzyczno-Dramatycznym. Od 1923 publikował swoje wiersze, w 1924 został członkiem grupy pisarskiej "Łanka". Tworzył impresjonistyczną poezję refleksyjną, w 1926 wydał zbiór Dni, a w 1927 Rannia osiń. W 1929 opublikował powieść psychologiczną z życia ukraińskiej inteligencji Neduha, utrzymywaną w konwencji naturalistycznej, oraz napisał dramat pychologiczno-obyczajowy Profesor Suchorab. Uznany przez władze ZSRR za "wroga ludu", 4 grudnia 1934 został aresztowany, 25 marca 1935 skazany na karę śmierci zamienioną na 10 lat zesłania. Zginął w łagrze na Wyspach Sołowieckich. 4 sierpnia 1956 został pośmiertnie zrehabilitowany. Był jednym z przedstawicieli tzw. rozstrzelanego odrodzenia. Polskie przekłady jego wierszy ukazały się w 1977 w Antologii poezji ukraińskiej.